# Mùa săn 3
Mùa săn 3 là một bộ phim hoạt hình máy tính hài Mỹ 2010. Phim của đạo diễn Cody Cameron, được sản xuất bởi Sony Pictures Animation và Reel FX Creative Studios.